# زلودول
زلودول (به صربی: Zlodol) یک منطقهٔ مسکونی در صربستان است که در بایینا باشتا واقع شده‌است. زلودول ۴۱۹ نفر جمعیت دارد.